# Hibbertia aurea
Hibbertia aurea är en tvåhjärtbladig växtart som beskrevs av Ernst Gottlieb von Steudel. Hibbertia aurea ingår i släktet Hibbertia och familjen Dilleniaceae. Inga underarter finns listade i Catalogue of Life.